# Knochenmarkpunktion

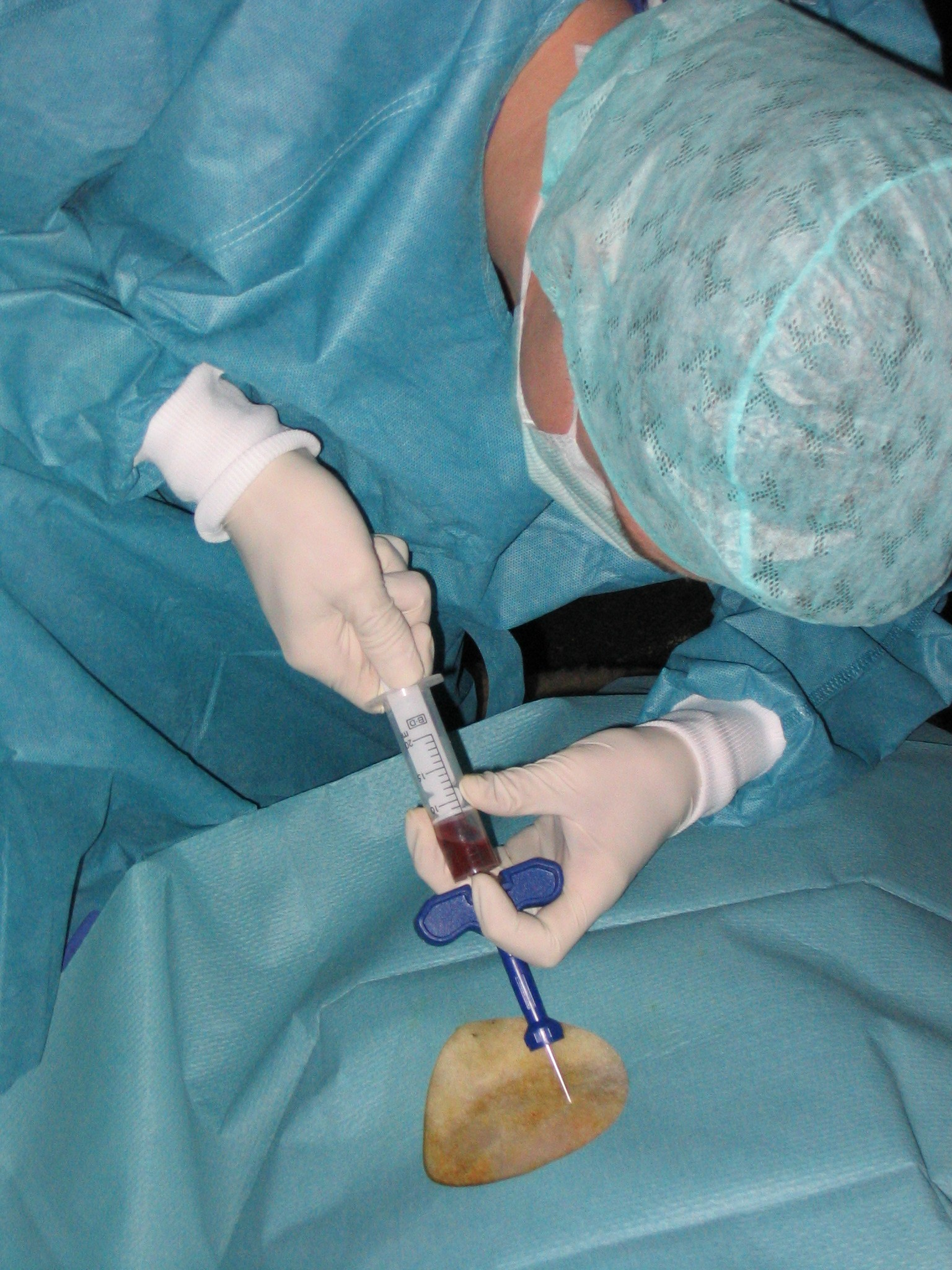
Punktion des Beckenkamms

Eine Knochenmarkpunktion dient der Beurteilung der Blutbildung und der Diagnose oder Ausbreitungsdiagnostik von Erkrankungen des Knochenmarks und des blutbildenden Systems (beispielsweise  Leukämie, Plasmozytom, malignes Lymphom, Myeloproliferative Neoplasien), aber auch der Klärung der Frage, ob das Knochenmark von disseminierten (gestreuten) Metastasen solider Tumoren (wie Mammakarzinom oder Bronchialkarzinom) betroffen ist.

## Indikationen
- Panzytopenie
- Anämie allein
- Granulozytopenie allein
- Thrombozytopenie allein
- Verdacht auf
  - Idiopathische thrombozytopenische Purpura
  - Myeloproliferative Neoplasien zur Differenzierung bzw. Ausbreitungsgrad (Fibrosierung)
  - Akute myeloische Leukämie
  - Akute lymphatische Leukämie
  - Knochenmarkmetastasen
  - Monoklonale Gammopathie
  - malignes Lymphom
- unklare Hyperkalzämie
- unklare Erhöhung der alkalischen Phosphatase des Knochens
- unklare Skelettveränderungen
- Hyperparathyreoidismus
- Morbus Paget
- Osteomalazie
- renale Osteopathie
- Morbus Gaucher

## Durchführung
Die Punktion erfolgt nach örtlicher Betäubung mit Hilfe einer Hohlnadel mit Mandrin am hinteren Beckenkamm (Beckenkammpunktion) an der Spina iliaca posterior superior, selten am Brustbein (Sternalpunktion) oder am vorderen Beckenkamm. Man unterscheidet eine Aspiration („Knochenmark-Zytologie“) und eine Stanze („Knochenmark-Histologie“). Bei der Aspiration wird Knochenmark angesaugt, wodurch Blut, kleine Knochenmark- und Fettmarkanteile gewonnen werden.
Die vier bis fünf ruckartigen Aspirationen des Knochenmarks können jeweils für mehrere Sekunden von Schmerzen begleitet sein. Dieser kurze, stechende Schmerz klingt rasch wieder ab und kann zusätzlich zur Lokalanästhesie vorab durch geeignete Schmerzmittel reduziert werden. Im Anschluss folgt für etwa 20 Minuten ein Kompressionsverband. Postoperativ ist mit Schmerzen zu rechnen, die einer Prellung entsprechen.
Ein Großteil der Patienten bevorzugt eine Sedierung. Besonders jüngere Patienten geben außerdem an, dass sie substantielle Schmerzen empfinden und vor weiteren Punktionen Angst haben, was ein Umdenken im Schmerzmanagement bei Knochenmarkspunktionen nahelegt.

## Komplikationen
Bei einer Knochenmarkpunktion können in seltenen Fällen folgende Komplikationen auftreten:
- Blutungen und Infektionen an der Punktionsstelle
- Verletzung und Entzündungen benachbarter Organe und Gewebestrukturen

## Untersuchungen
Anschließend wird das Punktat auf einem Objektträger für die zytologische Beurteilung ausgestrichen (dieser Ausstrich wird als Knochenmarksausstrich bezeichnet). Meist werden außer dieser mikroskopischen Untersuchung noch zusätzliche immunologische, zytogenetische oder molekularbiologische Untersuchungen daran vorgenommen.

## Punctio sicca
Gelingt es nicht, Knochenmark anzusaugen, dann spricht man von Punctio sicca („trockener Punktion“). Dies kann bei Erkrankungen, die mit einem starken bindegewebigen Umbau des Knochenmarks einhergehen, z. B. bei Osteomyelofibrose oder Haarzellleukämie, der Fall sein.

## Stanzbiopsie
Mittels der Stanzbiopsie wird zeitgleich ein Knochenmarkzylinder für die histologische und eine eventuelle immunhistologische Untersuchung gewonnen.